# Dedham (Essex)
Dedham is een civil parish in het bestuurlijke gebied Colchester, in het Engelse graafschap Essex.